# 欧州司法裁判所
通称: 欧州司法裁判所（おうしゅうしほうさいばんしょ、英: European Court of Justice、英略称: ECJ）は、一般裁判所 (旧称: 第一審裁判所) と共に欧州連合司法裁判所 (英略称: CJEU、仏略称: CJUE) の一つを構成する欧州連合 (EU) の国際裁判所である。正式名称は司法裁判所 (英: The Court of Justice、仏: Le cour de justice) であり、「欧州」や「欧州連合」などはつかない。ECJを含むCJEUでは、EU法の一次法たる欧州連合基本条約や二次法 (派生法とも) たる規則・指令・決定などを適切に解釈し、EU域内において平等に適用することを目的として設置されている。「欧州連合における最高裁判所に相当」との表現も散見されるが、CJEUの取扱事案の一部は二審制をとっておらず、ECJが第一審の場合もある。
1988年以前は第一審裁判所が分離しておらず単一の裁判所だったため、その流れから総称としてのCJEUの代わりにECJを用いる場合があるが、本項の解説対象には1988年以降のECJに一般裁判所/第一審裁判所を含めないこととする。1988年以降のECJと一般裁判所/第一審裁判所に共通する事項については、総称かつ公式略称のCJEUを用いることとする (#ECJの対象範囲と沿革で詳述)。
所在地はルクセンブルクのキルヒベルク。ECJを含むCJEUでは作業言語 (working language) としてフランス語が用いられており、フランス語以外では入手できない文書も一部存在する。ただし、判決文は公式の判例集 (英: European Court Report、略称: ECR) に収録されてEU官報を掲載するウェブサイトのEUR-Lex上で電子公開されており、フランス語以外にも認められているEUの公用語 (英語、ドイツ語など) でも閲覧可能となっている。

## ECJの対象範囲と沿革
現在の欧州連合の裁判所全体構成 (リスボン条約が発効した2009年12月以降)
- 欧州連合司法裁判所 (英: The Court of Justice of the European Union、公式略称: CJEU)
  - 本項が解説対象とする司法裁判所 (英: The Court of Justice、非公式略称: ECJ)
  - 一般裁判所 (英: The General Court、非公式略称: EGC)[注 3]
  - 専門裁判所 (英: Specialised courts) としての欧州連合公務員裁判所 (英: The Civil Service Tribunal、2016年8月まで)[注 3]

"The European Court of Justice"、英略称: ECJ は元来、1952年に発足した欧州石炭鉄鋼共同体 (ECSC) に限定した司法裁判所の「非公式」名称として用いられていた。その後、1957年に欧州原子力共同体 (EAEC) と欧州経済共同体 (EEC) の2機関が別途設立され、当初のECJは1957年からECSC、EAEC、EEC 3共同体共通の国際裁判所として機能することとなった。この3共同体が欧州共同体 (EC) になると、裁判所も正式名では欧州共同体司法裁判所 (英: The Court of Justice of the European Communities、略称: CJEC) と呼ばれるようになる。
CJEC (通称ECJ) の業務量増加を理由に、1988年になると第一審裁判所が分離新設されて、一部の取扱事案でECJ (司法裁判所) と第一審裁判所 (現: 一般裁判所) で分業する2機関体制に移行した。さらに、ECからEUへ体制を完全移行させたリスボン条約が2009年に発効したことで、裁判所の総称も英語正式名称で "The Court of Justice of the European Union"、略称: CJEU が用いられるようになる。しかしながら、CJEUの代わりに引き続き1952年から続くECJを「総称」として用いる場合と (例: 京都大学・濵本)、司法裁判所のみが旧ECJから改称したとみなす場合 (つまりECJに一般裁判所を含めないとする立場) (例: 政策研究大学院大学・山根)があり、混乱している状況である。2013年時点の資料では「総称としてCJEUよりもECJを好んで用いる場合も多い」との指摘もある。
欧州連合司法裁判所 (CJEU) の公式ページでは「CJEUは1952年に設立された」と明記しており、欧州石炭鉄鋼共同体 (ECSC) の司法裁判所 (ECJ) を継承したのは総称としてのCJEUである。また2024年時点の司法記事では、司法裁判所 (ECJ) から一般裁判所 (EGC) に先決裁定 (詳細は#取扱事案で口述) が一部権限委譲されたと複数が報じており、CJEUの内訳としてECJとEGCを並列に扱うケースも見られる。このような背景を踏まえつつ、本項では総称としては正式名称の頭文字をとったCJEUを用いることとする。その上で山根説などを踏襲して、1988年の2裁判所分割以降は一般裁判所/第一審裁判所を含まない司法裁判所のみをECJと表記する。

## 取扱事案
CJEUの業務量増加に伴い、一般裁判所の増員と権限拡充が行われていることから、時代によってECJと一般裁判所の管轄・分担が異なる。たとえば、CJEUでは先決裁定手続 (英: preliminary ruling procedure) をとることがある。これはEU加盟国内の裁判所が国内法に基づいて取り扱う事件において、上位法たるEU法の条文解釈や効力について疑義が生じた場合、いったん国内の審理を中断させて、国内裁判所からCJEUに解釈を付託する手続を指す。元々はECJのみが先決裁定を担っていたが、2024年10月より一般裁判所が付加価値税 (VAT、日本の消費税に類似の税) や温室効果ガスの排出権取引など、6分野に限定して担当することになった。

## 構成員と法廷の内訳
2025年1月現在、ECJの裁判官は27名おり、EU加盟各国から1名ずつが指名される仕組みとなっている。また一般裁判所には置かれていない法務官 (英: Advocate General、仏: Avocat général、略称: AG) が11名いるのも、ECJならではの特徴と言える。
裁判官の中からECJ長官 (英: President) と副長官 (英: Vice-President) を3年任期で選出しており、再任も可能となっている。法廷は小法廷と大法廷、全法廷に分かれており、小法廷の場合は一般的に3名から5名の判事が、大法廷と全法廷は全裁判官が出席する。特にEU加盟国の政府機関による訴訟か、または内容な複雑かつ重要な場合は全法廷が選択される。
一方、法務官は裁判官とは独立した立場から判決に先行して意見を述べる役職である。法務官意見に法的拘束力はないものの、実質的な権威と影響力を有し。時には法務官の意見がそのまま裁判官による判決になることもある。法務官意見は判決文と同様、公式の判例集に収録されて、EUR-Lexのウェブサイト上で公開される。この法務官制度はフランス独特の裁判所制度を踏襲しており、原告・被告 (人) 側のいずれの弁護人でもない、中立的な立場という意味で "avocat" (弁護人) と "général" (一般的な) の2単語で構成されている。以前は法務官が8名いたが、2013年7月1日から9名に、2015年10月7日からは11名に、と増員を続けている。法務官の人数はTFEU 第252条で規定されている。慣習的にEU加盟国のいわゆる「大国」(フランス・ドイツ・イタリア・スペイン・EU離脱前のイギリス) 出身者が法務官の過半数を占めていた。
ECJを含むCJEUの作業言語はフランス語であり、判決もフランス語で下される。したがって、裁判官や法務官はフランス語に長けていることが求められる。

## 審理手続
先決裁定についてはECJと一般裁判所で共通の手続がとられている。一方の直接訴訟に関しては、ECJと一般裁判所でそれぞれ独自の審理手続規定 (英: the Rules of Procedure of the General Court) が存在する。
直接訴訟の審理は書面および口頭弁論で構成され、書面審理は必須、口頭弁論は任意であり一般公開される。訴訟が提起されると、裁判所事務局長 (英: Registrar) によって事件登録される。審理はEUの公用語 (2025年1月時点で24言語) のいずれかで行われるが、審理開始前に裁判所事務局長によって1言語が選択される。とりわけ口頭弁論では、当事者の発言が正確に裁判官や法務官に伝わる必要があることから、翻訳担当官が翻訳の品質管理の責務を負っている。

## 問題点
欧州司法裁判所は、ドイツ連邦共和国基本法が欧州連合の条約と整合しないために違法であるとした2001年の裁定のために、一部の欧州懐疑論者から恐れられている。欧州司法裁判所は、基本条約およびその第2次法となる法令（指令、規則、決定）がいかなる加盟国内の法よりも優先するという判決をたびたび出している。したがって欧州司法裁判所は、欧州連合の法に整合しないいかなる加盟国国内法も無効であると宣言する権限を持っている。